# Heerenveen
Heerenveen (fryz. It Hearrenfean) – duża miejscowość w północnej Holandii, we Fryzji.
W mieście znajduje się stacja kolejowa Heerenveen.
Od 2011 roku burmistrzem miasta jest Tjeerd van der Zwan.

## Sport
W mieście ma siedzibę najsilniejszy klub piłkarski we Fryzji, Sc Heerenveen.
Tor Thialf znajdujący się w mieście jest najważniejszym torem łyżwiarstwa szybkiego, dzięki czemu jest nazywana "mekką łyżwiarstwa".